# Arianna
Arianna is een meisjesnaam. Varianten van de naam zijn: Arianne, Ariana, Ariane.
Het is een Italiaanse naam die is afgeleid van Ariadne. De naam betekent "de zeer heilige", "de schroomvallige" of "de zeer eerbiedwaardige". De naam kan ook een afleiding zijn van de naam Adrianus (wat betekent: afkomstig uit Adria, een plaats in de buurt van Venetië).

## Opera
Arianna is ook de naam van een vroege opera van Claudio Monteverdi, gecomponeerd in 1607/1608.